# 竹本アイラ
竹本アイラ（たけもと アイラ、1972年9月27日 - ）は、日本のマネジメントコーチ、スピーチコーチ、ラジオパーソナリティ、モデル、タレント、実業家。株式会社MoonGate代表取締役。北海道釧路市出身。

## 来歴
釧路市出身で、父の転勤で何度か転校。厚岸町、網走市、旭川市などで幼少期を過ごした。大好物は牡蠣。
北海道武蔵女子短期大学在籍中からモデルの仕事を始めるが、なかなかオーディションには受からなかった。そんな中、スキーウェアーショーのモデルをした際に、舞台横で商品説明をしていたMCの仕事ぶりに憧れ、MCに興味を持ち始める。短大卒業後、一時はOLを経験したものの、司会業への夢を捨てきれず10ヶ月で会社を辞め、当時フリーランスになったばかりの佐藤のりゆきの門を叩いた。佐藤のりゆきのレッスンを受け、1996年『のりゆきのトークDE北海道』のレポーターとしてデビューする。1997年、結婚。
1998年、FMノースウェーブのオーディションを受け、合格。1999年1月、「WEEKEND JUMBO」でDJデビュー。2001年-2001年の産休を挟み、復帰後も引き続きノースウェーブのDJを務めた後、2013年よりAIR-G'に移籍。
2001年の出産前後には妊娠8ヶ月までDJとして働き、産後3か月でDJとして復帰した。このことは当時は珍しく、新聞や雑誌で多く取り上げられた。この反響がきっかけとなり、2004年に主婦の活躍できる場を広げる活動をするために有限会社PLAN-Aを設立する。北海道において、主婦に特化した企業としては先駆者的な存在である。
DJと並行してタレント活動も精力的に続けており、2011年に資生堂のCMに出演してからは、アンチエイジングに関わるコラム執筆・イベント出演の仕事を多くこなしている。
2011年からミスユニバース北海道大会のセルフプレゼンテーショントレーナーとして指導すると、近藤智美など全国5位以上の入賞者を輩出。この評判が広がり、プレゼンテーションやコミュニケーションの研修事業を本格的にスタート。 
2016年11月、有限会社PLAN-Aから株式会社MoonGateに名称変更、同年12月にはオフィスを東京に移転し、全国展開を開始。経営には社員の育成はもちろん、経営者、経営幹部の育成が最も重要だと言う観点から、経営者のスピーチを指導するビジョンスピーチプログラムを開発。同時に、すごい会議のライセンスを取得し、マネジメントコーチとしても活動の幅を広げている。
2020年2月、YouTubeチャンネル『アイラのことば塾』を開設。同年12月、代表取締役を務める株式会社MoonGateでオンライン講座「話し方アドバイザー養成講座」を開講。

## 著書
- 『オンラインでは目を見て話すな』三笠書房、2022年。

## 出演

### ラジオ
- ノースウェーブ
  - WEEKEND JUMBO（1999年1月 - 1999年3月）
  - RADIO POWER NORTH（1999年4月 - 2000年10月）
  - DRAGON WEEKEND（2001年4月 - 2003年3月）
  - MORNING LINE（2001年 - 2005年）
  - MORNING SCOPE（2005年 - 2007年）
  - WEEKEND SCOPE（2005年 - 2007年）
  - I LIFE NET（2007年10月 - 2013年9月）
- AIR-G'
  - モテラジ (2013年10月 - 2017年3月)

### テレビ
- 北海道文化放送
  - のりゆきのトークDE北海道（1996年）
- TOKYO MXテレビ
  - 青山テルマ feat.東京電波女子2nd(2020年10月25日))

### CM
- 資生堂『エリクシールシュペリエル』（2011年 札幌ハリマドンナ編）

### 雑誌
- AERA[2]